# Кергеленский тайфунник

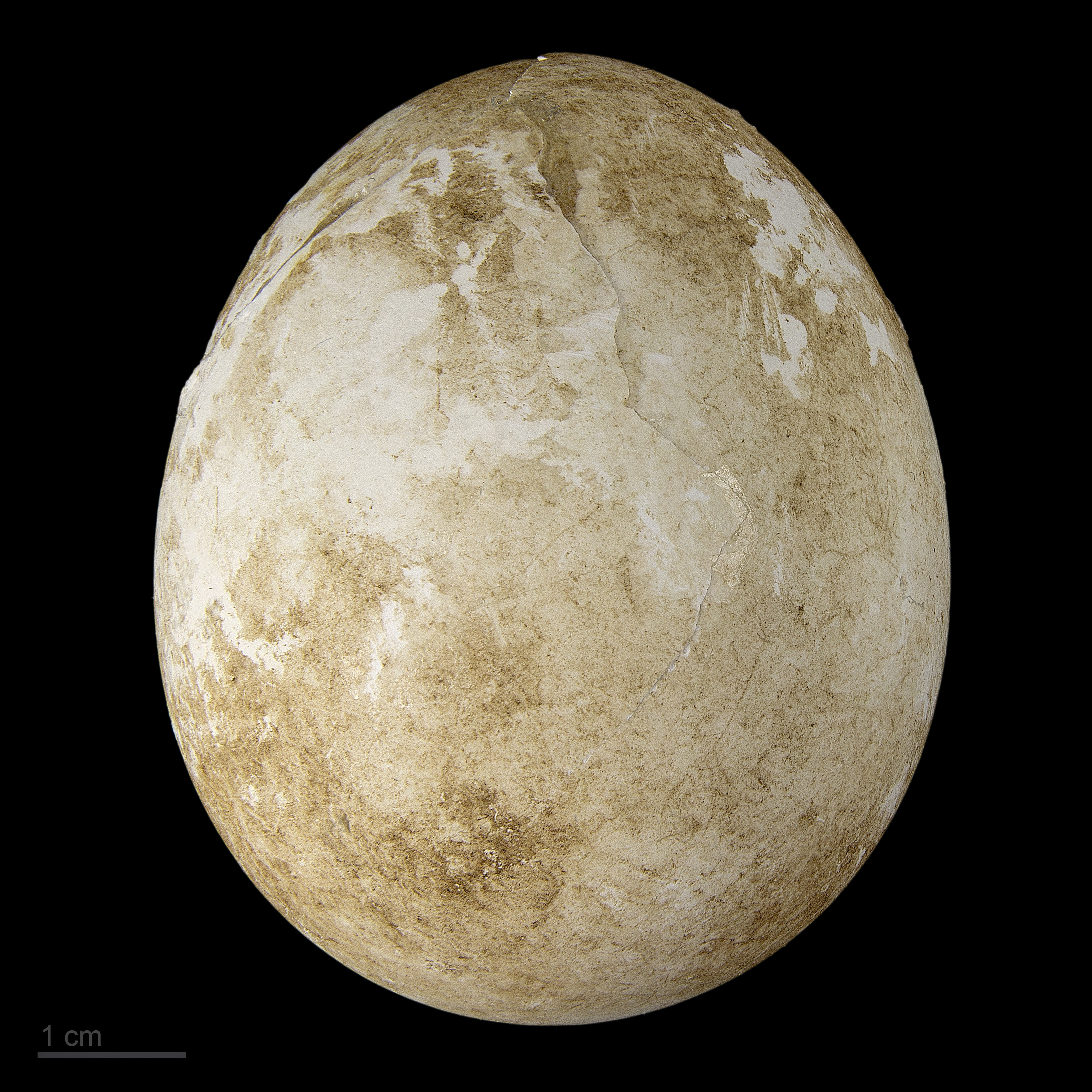
яйцо Aphrodroma brevirostris - Тулузский музей

Кергеленский тайфунник (лат. Aphrodroma brevirostris) — вид птиц из семейства буревестниковых (Procellariidae), единственный в роде Aphrodroma.
Небольшая (длина тела 36 см) грифельно-серая морская птица. Размножается в колониях на отдаленных островах в Атлантическом (Гоф) и Индийском океанах. В кладке единственное яйцо, которое родители насиживают в течение 49 дней. Затем в течение 60 дней птенец оперяется, чтобы стать способным к полёту.
МСОП присвоила виду статус «Вызывающие наименьшие опасения» (LC).

## Синонимы
В синонимику вида входят следующие биномены:
- Lugensa brevirostris (R. Lesson, 1831)
- Pterodroma brevirostris R. Lesson, 1831